# Cadogan (Pennsylvania)
Cadogan  è una township degli Stati Uniti d'America, nella contea di Armstrong nello Stato della Pennsylvania. Secondo il censimento del 2000 la popolazione è di 390 abitanti.

## Società

### Evoluzione demografica
La composizione etnica vede una quasi totalità di quella bianca (99,74%), dati del 2000.
| township di Cadogan Popolazione |     |
| 2000                            | 390 |
| Stima al 01-07-07               | 361 |